# Cañuelas (partido)
Le partido de Cañuelas est une subdivision de la province argentine de Buenos Aires. Son chef-lieu est Cañuelas.

## Villes et localités
- Alejandro Petión
- Cañuelas, chef-lieu
- Santa Rosa